# Watch Dogs 2
Watch Dogs 2 (zapisywane jako WATCH_DOGS 2) – przygodowa gra akcji wyprodukowana przez Ubisoft Montreal, będąca kontynuacją gry Watch Dogs. Została wydana 15 listopada 2016 roku na konsole oraz 29 listopada 2016 roku na komputery PC. Głównym motywem gry jest włamywanie się do różnego rodzaju urządzeń elektronicznych. Oprócz trybu jednoosobowego, możliwa jest także rozgrywka w trybie kooperacji lub rywalizacji.

## Fabuła
Akcja toczy się w mieście San Francisco, w którym zostaje wdrożony system ctOS 2.0. Główny bohater, Marcus Holloway, zostaje niesłusznie oskarżony przez system o udział w przestępstwie. Dołącza do grupy DedSec, aby razem z przyjaciółmi doprowadzić do zniszczenia systemu.

## Rozgrywka
Gracz ma do dyspozycji otwarty świat, w którym może uzyskiwać dostęp do wielu urządzeń elektronicznych, takich jak na przykład mosty, kamery monitoringu lub blokady drzwi. W porównaniu do poprzedniej części, główny bohater oprócz smartfona korzysta także z laptopa oraz posiada własnego drona i "skoczka", który umożliwia fizyczną interakcję z urządzeniami wymagającej takowej.
Możliwe jest wykonywanie misji na kilka sposobów, na przykład skradając się lub prowadząc otwartą walkę z wrogami. Poprawiono model jazdy oraz ulepszono parkour, który w porównaniu do poprzedniej części jest znacznie bardziej rozbudowany.

## Dodatki
Zapowiedziano wydanie pięciu dodatków (DLC) do gry. Pierwszy z nich, T-Bone Content Bundle, został udostępniony 22 grudnia 2016 roku. Oferuje nowy poziom trudności, Mayhem, a także strój i pojazd Raymonda „T-Bone’a” Kenneya.

## Odbiór gry
Watch Dogs 2 spotkała się w większości z pozytywnym odbiorem recenzentów, uzyskując w wersji na konsolę PlayStation 4 według agregatora Metacritic średnią z ocen wynoszącą 82/100 punktów oraz 83,21% według serwisu GameRankings.